# Myzostoma mortenseni
Myzostoma mortenseni is een ringworm uit de familie Myzostomatidae.
Myzostoma mortenseni werd in 1940 voor het eerst wetenschappelijk beschreven door Jägersten.